# Polysphaeria macrantha
Polysphaeria macrantha är en måreväxtart som beskrevs av John Patrick Micklethwait Brenan. Polysphaeria macrantha ingår i släktet Polysphaeria och familjen måreväxter. IUCN kategoriserar arten globalt som sårbar. Inga underarter finns listade i Catalogue of Life.